# Fairview (Georgia)
Fairview es un lugar designado por el censo ubicado en el condado de Walker en el estado estadounidense de Georgia. En el censo de 2000, su población era de 6601.

## Demografía
En el 2000 la renta per cápita promedia del hogar era de $33,894, y el ingreso promedio para una familia era de $40,379. El ingreso per cápita para la localidad era de $15,687. Los hombres tenían un ingreso per cápita de $30,015 contra $22,155 para las mujeres.

## Geografía
Fairview se encuentra ubicado en las coordenadas 34°56′5″N 85°17′19″O / 34.93472, -85.28861 (34.934700, -85.288546).
Según la Oficina del Censo, la localidad tiene un área total de 19,4 km² (7,5 mi²), de la cual 19,4 km² (7,5 mi²) es tierra y 0 km² (0 mi²) (0.00%) es agua.